# Naďa Vondrová
Naďa Vondrová (28. ledna 1968 Čáslav) je česká matematička a pedagožka.
Naďa Vondrová se narodila 28. ledna 1968 v Čáslavi. Vystudovala čáslavské gymnázium a následně učitelství matematiky a zeměpisu na Přírodovědecké fakultě Univerzity Karlovy a učitelství anglického jazyka na Pedagogické fakultě Univerzity Karlovy. V roce 1989 se zapojila do studentských stávek. Po Sametové revoluci se stala prvním absolventem doktorského studia didaktiky matematiky. V roce 2004 byla habilitována a v roce 2020 byla jmenována profesorkou. Je vedoucí katedry matematiky a didaktiky matematiky na Pedagogické fakultě Univerzity Karlovy.